# Saint-Rhémy-en-Bosses
Saint-Rhémy-en-Bosses är en ort och kommun i regionen Aostadalen i nordvästra Italien. Kommunen hade 335 invånare (2017) och har italienska och franska som officiella språk.